# Поклонички крст
Поклонички крст је подигнут 2014. године у Тополи, поводом обележавања сто година од почетка Првог светског рата и поводом успомене на српске и руске јунаке Великог рата. Споменик је поклон Фонда подршке очувању и развоју руске источно хришћанске културе „Владимир Храбри” из Москве, Русија.

## Изглед споменика
Споменик у облику крста, ауторско дело Александра Јесинског, уметника из Русије, постављен је испред Дома здравља „Свети Ђорђе” у Тополи. Основа споменика је урађена од армираног бетона која је прекривена плочама од белог камена званог „Бели бисер”, који потиче из Анадолије. Споменик стоји на постаменту размере 3x3m, у основи димензија 1,8x0,6m и висине 5m. 
На предњој страни споменика представљено је Распеће Господа Исуса Христа са Пресветом Богородицом и Светим Јованом Богословом што стоје пред њим. Крај подножја крста су Свети цар Лазар и Свети цар Николај. Са обе стране споменика је урезан текст на српском и руском језику, коме ће као епитаф послужити јеванђелијске речи: „Од ове љубави нико веће нема, да ко душу своју положи за пријатеље своје”, затим кратак опис догађаја од пре сто година.

## Програм обележавања
Самом откривању и освештењу споменика претходило је, кроз низ манифестација, обележавање почетка Првог светског рата, организовањем изложбе књига, ручних радова, колективне изложбе слика и скулптура, позоришне представе и Међународне научне конференције „Поуке Великог рата 1914—1918. Србија и Русија-историјски савезници”.

## Галерија
- Детаљ
- Детаљ
- Детаљ